# 21a etapa del Tour de França de 2011
La 21a etapa del Tour de França de 2011 es disputà el diumenge 24 de juliol de 2011 sobre un recorregut de 95 km entre Créteil i l'Avinguda dels Camps Elisis de París. El britànic Mark Cavendish (Team HTC-High Road) guanyà l'etapa, sent aquesta la seva cinquena victòria de la present edició del Tour. Cadel Evans (BMC Racing Team) aconseguí la victòria final amb 1' 34" sobre Andy Schleck i 2' 30" sobre el seu germà Fränk.

## Perfil de l'etapa
Etapa totalment plana pels voltants de París, que finalitza amb les tradicionals set voltes al circuit de l'Avinguda dels Camps Elisis.

## Desenvolupament de l'etapa
Etapa tranquil·la en els primers quilòmetres, en què els corredors aprofitaren per fer les tradicionals fotografies brindant amb xampany. En entrar a París el ritme s'accelerà, sent Joan Antoni Flecha el primer a atacar. Al km 56 es formà una escapada de sis que arribà a tenir una màxima diferència de 40". A manca de 6 km els escapats sols disposaven de 12" sobre el gran grup, encapçalat pels homes del Team HTC-High Road. A 2 km de meta van ser agafats els darrers d'ells, Lars Bak i Ben Swift. A l'esprint el vencedor va ser Mark Cavendish, que d'aquesta manera guanyava la seva cinquena victòria de la present edició del Tour que a més li servia per a obtenir el mallot verd de la classificació per punts. Cadel Evans va ser el vencedor de la general, Samuel Sánchez de la muntanya, Pierre Rolland dels joves i el Garmin-Cervélo de la classificació per equips.

## Esprints
| Primer  | Kristjan Koren       | 20 pts |
| Segon   | Jérémy Roy           | 17 pts |
| Tercer  | Sergio Paulinho      | 15 pts |
| Quart   | Lars Bak             | 13 pts |
| Cinquè  | Christophe Riblon    | 11 pts |
| Sisè    | Ben Swift            | 10 pts |
| Setè    | Mark Cavendish       | 9 pts  |
| Vuitè   | Matthew Harley Goss  | 8 pts  |
| Novè    | José Joaquín Rojas   | 7 pts  |
| Desè    | Philippe Gilbert     | 6 pts  |
| Onzè    | Mark Renshaw         | 5 pts  |
| Dotzè   | Bernhard Eisel       | 4 pts  |
| Tretzè  | Thomas de Gendt      | 3 pts  |
| Catorzè | Ramunas Navardauskas | 2 pts  |
| Quinzè  | Tony Martin          | 1 pts  |

| Primer  | Mark Cavendish       | 45 pts |
| Segon   | Edvald Boasson Hagen | 35 pts |
| Tercer  | André Greipel        | 30 pts |
| Quart   | Tyler Farrar         | 26 pts |
| Cinquè  | Fabian Cancellara    | 22 pts |
| Sisè    | Daniel Oss           | 20 pts |
| Setè    | Borut Božič          | 18 pts |
| Vuitè   | Tomas Vaitkus        | 16 pts |
| Novè    | Gerald Ciolek        | 14 pts |
| Desè    | Jimmy Engoulvent     | 12 pts |
| Onzè    | Sébastien Hinault    | 10 pts |
| Dotzè   | Grega Bole           | 8 pts  |
| Tretzè  | Mark Renshaw         | 6 pts  |
| Catorzè | Joan Antoni Flecha   | 4 pts  |
| Quinzè  | Francisco Ventoso    | 2 pts  |

## Classificació de l'etapa
|    | Ciclista             | Equip                  | Temps      |
| -- | -------------------- | ---------------------- | ---------- |
| 1  | Mark Cavendish       | Team HTC-High Road     | 2h 27' 02" |
| 2  | Edvald Boasson Hagen | Team Sky               | m. t.      |
| 3  | André Greipel        | Omega Pharma-Lotto     | m. t.      |
| 4  | Tyler Farrar         | Garmin-Cervélo         | m. t.      |
| 5  | Fabian Cancellara    | Team Leopard-Trek      | m. t.      |
| 6  | Daniel Oss           | Liquigas-Cannondale    | m. t.      |
| 7  | Borut Božič          | Vacansoleil-DCM        | m. t.      |
| 8  | Tomas Vaitkus        | Astana Qazaqstan Team  | m. t.      |
| 9  | Gerald Ciolek        | QuickStep Cycling Team | m. t.      |
| 10 | Jimmy Engoulvent     | Saur-Sojasun           | m. t.      |

## Classificació general
|    | Ciclista               | Equip               | Temps       |
| -- | ---------------------- | ------------------- | ----------- |
| 1  | Cadel Evans            | BMC Racing Team     | 86h 12' 22" |
| 2  | Andy Schleck           | Team Leopard-Trek   | + 1' 34"    |
| 3  | Frank Schleck          | Team Leopard-Trek   | + 2' 30     |
| 4  | Thomas Voeckler        | Team Europcar       | + 3' 20"    |
| 5  | Alberto Contador       | Saxo Bank-Sungard   | + 3' 57"    |
| 6  | Samuel Sánchez         | Euskaltel–Euskadi   | + 4' 55"    |
| 7  | Damiano Cunego         | Lampre-ISD          | + 6' 05"    |
| 8  | Ivan Basso             | Liquigas-Cannondale | + 7' 23"    |
| 9  | Tom Danielson          | Garmin-Cervélo      | + 8' 15"    |
| 10 | Jean-Christophe Péraud | AG2R La Mondiale    | + 10' 11"   |

|    | Ciclista           | Equip              | Total   |
| -- | ------------------ | ------------------ | ------- |
| 1r | Mark Cavendish     | Team HTC-High Road | 334 pts |
| 2n | José Joaquín Rojas | Movistar Team      | 272 pts |
| 3r | Philippe Gilbert   | Omega Pharma-Lotto | 236 pts |

|    | Ciclista        | Equip              | Total   |
| -- | --------------- | ------------------ | ------- |
| 1r | Samuel Sánchez  | Euskaltel–Euskadi  | 108 pts |
| 2n | Andy Schleck    | Team Leopard-Trek  | 98 pts  |
| 3r | Jelle Vanendert | Omega Pharma-Lotto | 74 pts  |

|    | Ciclista       | Equip         | Temps       | Temps |
| -- | -------------- | ------------- | ----------- | ----- |
| 1r | Pierre Rolland | Team Europcar | 86h 23' 05" |       |
| 2n | Rein Taaramae  | Cofidis       | + 46"       |       |
| 3r | Jérôme Coppel  | Saur-Sojasun  | + 7' 53"    |       |

|    | Equip             | Temps        | Temps |
| -- | ----------------- | ------------ | ----- |
| 1r | Garmin-Cervélo    | 258h 18' 49" |       |
| 2n | Team Leopard-Trek | + 11' 02"    |       |
| 3r | AG2R La Mondiale  | + 11' 20"    |       |

## Abandonaments
No es produí cap abandonament durant la disputa de l'etapa.